# Éric Létourneau
Pour les articles homonymes, voir Létourneau.
Vous pouvez aider à l'améliorer ou bien discuter des problèmes sur sa page de discussion.
- Il ne cite pas suffisamment ses sources. Vous pouvez indiquer les passages à sourcer avec {{référence nécessaire}} ou {{Référence souhaitée}}, et inclure les références utiles en les liant aux notes de bas de page. (Marqué depuis mars 2020)
- Son texte doit être wikifié : il ne correspond pas à la mise en forme Wikipédia (style, typographie, liens internes, liens entre les wikis, etc.). (Marqué depuis mars 2020)
- Il doit être recyclé. La réorganisation et la clarification du contenu sont nécessaires. (Marqué depuis mars 2020)

- Archive Wikiwix
- Bing
- Cairn
- DuckDuckGo
- E. Universalis
- Gallica
- Google
- G. Books
- G. News
- G. Scholar
- Persée
- Qwant
- (zh) Baidu
- (ru) Yandex
- (wd) trouver des œuvres sur Wikidata

André Éric Létourneau, ou plus simplement Éric Létourneau, est un artiste interdisciplinaire canadien-français, né à Montréal le 25 septembre 1967. Il poursuit depuis 1986 un travail où se recoupent la musique, les arts plastiques, l'art action, la création radiophonique et les arts médiatiques. Ses œuvres furent présentées dans le cadre d'une cinquantaine d'événements internationaux, galeries, espaces publics et musées tels la James H.W. Thompson Foundation à Bangkok (l'un des musées nationaux de Thaïlande parrainé par Sa Majesté La Princesse Royale Maha Chakri Sirindhorn en 2006) et au Musée de la Pointe-à-Callière (par Les Escales Improbables en 2007 à Montréal). En 2006, puis en 2010, il est l'un des artistes  représentant le Canada aux XVe et XVIIe éditions de la Biennale de Paris (où son œuvre est présentée sous un pseudonyme), puis à la Biennale d'Afrique de l'Est à Bujumbura (EASTAFAB-Burundi) en 2012. Professeur à l'Université du Québec à Montréal, il fut entre 2015 et 2018 directeur du réseau international de recherche-création en arts technologiques Hexagram.

## Pratiques artistiques
On a souvent associé la pratique d'André Éric Létourneau aux mouvements de l'art action, de l'art radiophonique, de la musique contemporaine, de la manœuvre d'art, des arts communautaires et de l'art sociologique. Il s'avère en fait difficile de catégoriser le travail de cet artiste dont la pratique s'inscrit directement dans le tissu social et dans l'intégration à travers des phénomènes sociaux et ontologiques.
Participation, mobilité, exploration, circulation et action semblent être les moteurs déterminants des organisations spatiotemporelles de LÉTOURNEAU.

## Musique et création radiophonique
Dans sa pratique de compositeur et d'artiste radiophonique, André Éric Létourneau intègre généralement des techniques s'apparentant à la musique aléatoire, la musique intuitive, la musique bruitiste, la poésie sonore, le "text-sound composition", la musique spectrale, l'utilisation non-traditionnelle d'instruments acoustiques, différents principes propres aux musiques extra-occidentales (particulièrement la musique de  gamelan) et à l'usage de système d'intervalles inégaux entraînant des phénomènes de microtonalité. Il conçoit souvent ses propres dispositifs électroniques pour traiter et créer des sons en temps réel.
Il conçoit ses compositions comme des œuvres in situ et "time-based" (morceaux conçus pour être interprétés à des moments spécifiques. Depuis 1999, Létourneau travaille aussi avec les musiciens Magali Babin et Alexandre Saint-Onge dans le cadre des ensembles de musique expérimentale "mineminemine" et «Second regard». Ces groupes exécutent leur musique dans le cadre de concerts alliant la manœuvre et l'art action. Leurs œuvres furent présentées au Canada, aux États-Unis, en Angleterre et en Allemagne.
Une première version de l'opéra "Ils" "viennent" Khédive et Mamelouk, en un seul sur son patron", conçu par Létourneau et dont la musique est co-composée avec Alexandre St-Onge est présenté en 2019 par la SMCQ dans le cadre du festival Montréal / Nouvelles Musiques. La création de cette œuvre regroupe notamment les voix de Marie Brassard, Jac Berrocal, Nicholas Isherwood, Yvel Champagne, Marie-Annick Béliveau, Brian McCorkle, Alexandre St-Onge, Alice Lafontaine, Nathalie Derome et Sylvie Cotton.
Létourneau est également percussionniste et musicien électronique du répertoire musique contemporaine. Il a été interprète de compositeurs tels Alvin Lucier, John Cage et le compositeur balinais I Wayan Suweca. En 2000, il dirige pour la chaine culturelle de Radio-Canada une version radiophonique de la Symphonie No. 5 du compositeur coréen Nam June Paik avec Myra Cree comme interprète de l'une des principales trames narratives. Il réalise également pour cette société des enregistrements de concerts de musiques actuelles, électroniques et de poésie expérimentale d'artistes comme Richard H. Kirk, Jean Dupuy, Thomas Buckner, Brandon Labelle, Christof Migone, Guillermo Gómez-Peña, Fred Frith, Chris Cutler, Serge Pey, Sam Shalabi, Alexandre Saint-Onge, Roger Tellier-Craig et Joachim Montessuis.

## Pratique interdisciplinaire
Les œuvres interdisciplinaires de Létourneau sont souvent créées en collaboration avec des membres de communautés spécifiques. Elles s'inscrivent comme des expériences directement vécues dans le réel et visent à faire évoluer les pratiques sociales par des expériences basées sur les méthodologies traditionnellement associées à l'art.
Le travail d'Éric Létourneau consiste essentiellement à la mise en place de situations basées sur des phénomènes environnementaux, qu'ils soient culturels ou physiques. Les œuvres sont souvent conçues de manière à éviter la création d'un objet ou d'un produit matériel. Ces "manœuvres" s'avèrent être essentiellement des actions évanescentes au travers desquelles une volonté d'opérer la fusion entre l'art et la vie semble prépondérante. À ce titre, cette activité artistique s'est poursuivie auprès de différentes entreprises où il est invité à y travailler, en collaboration avec les employés et les cadres, différentes composantes liées aux notions de création, de production et de gestion des ressources humaines. Ces projets utilisent souvent le contexte spécifique à chaque situation afin de développer des planifications organisationnelles où convergent les méthodologies utilisées dans le milieu des arts, de la culture et celles de l'entreprise.
En travaillant à même le tissu social, les œuvres de Létourneau soulèvent souvent les instrumentalisations institutionnelles de la mémoire, Éric Létourneau adapte les méthodes de production suivant les besoins de chaque projet. Par exemple : correspondance, ententes légales, phonographie et radiodiffusion dans "Standard III" (2005) ; publicité et émetteurs FM dans "Abribec : Suppôt de la nouvelle humanité fiscale" (2002) ; insertion de codes labiaux et en langage des signes dans différentes productions populaires pour la télévision et le cinéma hollywoodien dans "Conséquence biblique à la représentation" (2007-2010) ; photographie, facteurs psychogéographiques et conversations individuelles dans "Standard II" (2001-présent) , accélérateur de particules, aéronef et vidéo dans  "3 9 30" (1997 réalisé en collaboration avec la physicienne Marilyne Côté), ou écriture dans "Sonate pour le loup" (2001) afin de créer des événements confondant production actuelle et archive, art et vie, individu et collectivité, et permettant ainsi la diffusion des œuvres au-delà de leur condition d'origine. Il se place résolument en opposition aux tendances récentes en art contemporain où le contenu politique est souvent instrumentalisé à des fins de représentation.

## Autres activités
Entre 1997 et 2001, Éric Létourneau a été collaborateur et réalisateur à Radio-Canada. Il est aussi professeur de théorie du multimédia, d'analyse des phénomènes de communication, d'histoire et de design d'événements intermedia dans différents établissements d'enseignement supérieur. Depuis la fin des années 1980, il pratique aussi le journalisme culturel et politique dans la presse et les radios publiques et alternatives. Il a réalisé des documentaires radiophoniques sur différents artistes, plus particulièrement ; Jean Dupuy, Denys Tremblay, Julien Blaine, Genesis P-Orridge, Esther Ferrer, Richard H. Kirk, Willem de Ridder, Zhu Yu, Jose Luis Castillejo, Robert Ashley, Eduardo Kac, Charlemagne Palestine, Jac Berrocal et Angéline Neveu. Il fut actif comme administrateur au sein du Regroupement pour les Arts interdisciplinaires du Québec (RAIQ), du Conseil des Arts de Montréal et de différents centres d'artistes autogérés au Canada.

## Prix et travaux récents
En 1997, Éric Létourneau a été récipiendaire du Prix des Pépinières Européennes. À cette occasion, un livre à propos de son travail a été publié aux Pays-Bas par ArtEZ, Enschede, Pays-Bas. Depuis 1999, il est compositeur, interprète et concepteur d'instruments électroniques dans les concerts et les vidéos du trio de performance sonore «mineminemine» (avec Magali Babin et Alexandre Saint-Onge) qui présente régulièrement leur travail en Amérique et en Europe. Entre 2002 et 2009, il est régulièrement boursier du Conseil des Arts du Canada et du Conseil des arts et des lettres du Québec.
Depuis octobre 2001, le travail artistique d'Éric Létourneau s'articule autour de séries de rencontres-performances privées avec des citoyens ainsi qu'autour d'interventions activées au cœur même des institutions représentatives des pouvoirs juridique et législatif. Ce projet ont lieu aux États-Unis, au Canada, en Chine, en Indonésie, aux Philippines, au Japon, en Italie, en Espagne, en Allemagne et en France.

## Annexe médiagraphique

#### Livres
2019 Collet, Michel & Létourneau, André Éric, Art performance, manœuvre, coefficients de visibilité, Presses du réel, Dijon.
2019 Létourneau, É. L’archive de l’anarchive : des modes d’être et de non-être du premier musée numérique de La société de conservation du présent. Dans A. Rodionoff (dir.). Les temps multiples des arts contemporains. Paris : Hermann.
2019 Létourneau, É. Séduire Dieu : le "je" (ou retranchements ou ajouts érotiques de la possession). Dans M. Gillespie, N. Novello Paglianti et M. Collet (dir.). Métamorphoses : corps, arts visuels, littérature. La traversée des genres (p. 65–76). Binges, France : Éditions Orbis Tertius.
2017  Létourneau, É. et Abgrall, G. La radio part en live. Dans Le geste radiophonique – Audiographie d'un atelier. Atelier de création sonore et radiophonique/La Villa Hermosa.
2016 Létourneau, É., Les lanceurs d’alertes. Dans J.-P. Lafrance (dir.). 100 notions sur la civilisation numérique. Paris : Les éditions de l’Immatériel.
2015 Létourneau, É. En conversation avec Julien Blaine. Dans G. Suzanne (dir.). La poésie à outrance – À propos de la poésie élémentaire de Julien Blaine. Dijon : Les Presses du réel.
2014 Létourneau, É.  La City of London. Dans J.-F. Prost (dir.). Hétéropolis. Montréal : Adaptive Actions, Leonard & Bina Ellen Art Gallery.
2013 Létourneau, É. Musée standard Culture légitime? Dans B. Schultze, S. Pelletier et M. Lefebvre (dir.). La société de conservation du présent : 1985-1994 (p. 216–236). Montréal : Agence TOPO.
2011 Chagnon, Johanne et coll. Célébrer la collaboration, Art communautaire et art activiste humaniste au Québec et ailleurs, LUX, Montréal.
2010 Létourneau, É. (2010). Pirate Radio & Maneuver: Radical Artistic Practices in Quebec. Dans A. Langlois, R. Sakolsky et M. Van der Zon (dir.). Islands of Resistance: Pirate Radio in Canada (p. 145–160). Vancouver : New Star Books. Récupéré de http://www.newstarbooks.com/pdfs/books/9781554200504-Resistance-web.pdf.
2008 Les entreprises critiques : La critique artiste à l'ère de l'économie globalisée, édition bilingue français-anglais, IRDD Cité du design, Paris
2008 Meyer, Helge, Schmerz als Bild, Leiden und Selbstverletzung in der Performance Art, 372 S., Transcript verlag, Germany
2007 Saint-Thomas l'Imposteur, Biennale de Paris, XV, Éditions de la Biennale de Paris, Paris, France
2003 Joly, Suzanne (Ed.), Le petit Joliette illustré, Les ateliers convertibles, Joliette (Québec), Canada
1997 P/Act, catalogue de l'exposition d'Éric Létourneau et de Sandra Johnston. M17, Academy of Fine Arts AKI, Enschede, The Netherlands, 60 pages.
1993 Lander, Dan, A Selected survey or Radio Art in  Canada 1967-1992, Walter Phillips Gallery, Banff Center for the Arts. (répertoire des œuvres radiophoniques de 1986 à 1992), Canada.

#### Écrits
2019 - Des modes d'existence du premier musée numérique de .(La société de conservation du présent). L’art contemporain et le temps multiple, dirigé par A. Rodionoff, Hermann, coll. « cultures numériques ».
2019 - Séduire Dieu : le "je" ou retranchements ou ajouts érotiques de la possession, dans "Métamorphoses: corps, arts visuels et littérature. La traversée des genres". Ouvrage dirigé par : Michel Collet, Margaret Gillespie, Nanta Novello Paglianti, Ed. Orbis Tertius, Binges, (sous presse)
2019 - (Trois textes) La transduction du réel (en collaboration avec Michel Collet), La lecture de l'écriture non-écrite et L'art comme collectionneur, dans "Performance, manœuvre, coefficients de visibilité", livre dirigé par Michel Collet et André Éric Létourneau, Presses du réel, Dijon
2017 - La réalité redéployée : Entretien avec François-Joseph Lapointe (en collaboration avec Cynthia Noury), Archée, Montréal, Novembre 2017
2017 - La réalité redéployée : Entretien avec Jean Dubois (en collaboration avec Cynthia Noury), Archée, Montréal, Novembre 2017
2017 - La réalité redéployée : Entretien avec Sandeep Bhagwati (en collaboration avec Cynthia Noury), Archée, Montréal, Septembre 2017
2017 - La réalité redéployée : Entretien avec Jason Lewis (en collaboration avec Cynthia Noury), Archée, Montréal, Septembre 2017
2017 - La réalité redéployée : Entretien avec Gisèle Trudel (en collaboration avec Cynthia Noury), Archée, Montréal, Septembre 2017
2016 - Les lanceurs d’alertes, dans Lafrance, Jean-Paul (ed.) "100 Notions sur la civilisation numérique", Les éditions de l’Immatériel, Paris
2015 En conversation avec Julien Blaine dans "La poésie à outrance – À propos de la poésie élémentaire de Julien Blaine", Presses du réel, Dijon
2015 - Paysages interstitiels dans un « Movie of the Week », partition radiophonique. Dans "Sujets et trajets de l’objet." Presses de l’Université Laval, coll. Phosphore. Dir. Marie-Christiane Mathieu, Presses de l'Université Laval, Québec
2015 - Les altérations de la Chèvre Phénomène. Inter, art actuel (Dossier micro-interventions). Dir. Patrice Loubier et Luc Lévesque. Inter, 1(120): 40-42., Les éditions intervention, Québec
2014 - De la «post-performance» comme constat historique et comme concept aux possibles potentiels. Incident Magazine #1, Incident publications, New York. 1(1)
2014 - La City of London, dans "Hétéropolis", Dir. Jean-François Prost, Montréal, Adaptive Actions, Leonard & Bina Ellen Art Gallery, Montréal
2013 - Musée standard Culture légitime? Dans B. Schultze, S. Pelletier et M. Lefebvre (dir.). dans " La société de conservation du présent : (1985-1994)" (p. 216–236). Montréal : Agence TOPO.
2012 - Philippe Côté - translection et patrimoine culturel immatériel, Inter, art actuel 111, Éditions Intervention, Québec
2012 - Action et caméras géotransgressives -Une opération coup-de-poing dans un gant de velours à Occupy Wall Street. Inter, art actuel. 1(113): 78-79, Québec
2010 - Pirate Radio & Maneuver: Radical Artistic Practices in Quebec, dans "Islands of Resistance : Pirate Radio in Canada", New Star Books, Vancouver, (éd. par Langlois A., Sakolsky R. et Van der Zon, M.), 2010
2007 - Non Grata : The Pleasure of Intimacy, (introduction for the Non Grata Anthology) dans "Non Grata II", Non Grata Academy, Tallinn, Estonie
2007 - Non Grata dans " The Sirp ", Tallinn, Estonie
2002 - Mon truc à poil de Josée Fafard, Plaquette d'exposition, Galerie B312, Montreal
2001 - Une beauté suspecte quant à sa nature légale?, in ESSE#43, Montréal
2000 - L’accident comme thésaurisation, Inter, art actuel, "L’accident”. Ed. Interventions
2000 - Réflexions schématiques, Esse, "Dossier performance"
1999 - Robert Ashley, oralité - auralité, entrevue et essai, web site of the Canadian Broadcasting Corporation, www.radio-canada.ca/radio/navire
1995 - La voix désincarnée et la «cybercarnation» (…), essay, in Inter Magazine #64 "Art et électronique", Inter, art actuel, Ed. Intervention, Québec
1995 - Première rencontre d'art performance de Québec, catalog of the event, Ed. Interventions, Québec
1995 -  Joseph Ng ou les fins de la censure a posteriori / The Necessary Stage : pour une restructuration d’une éthique de la parole, articles sur la pratique de l’art performance à Singapour In. Inter Magazine #62, Ed. Interventions
1994 - «Kreasi baru » outil séculaire des idéologies. (essai sur la situation de l’art contemporain dans la société indonésienne) In. Inter magazine #59. Ed. Interventions, Québec, No. 59
1993 - Actions radiophoniques, In. Inter Magazine, No.55\56, Édition Interventions, Québec.
1991 - L’empire des ondes (médias et nouvelle radiophonie), A World of Waves (translated by Jean-Luc Svoboda) in Parallélogramme, Vol.16, No. 4, ANNPAC, Toronto, Canada

### Revues / journaux
2015 Cloutier, Mario, La place du festival a cinq ans, La Presse, 7-09-2015, Montréal, Canada
2015 Létourneau, André Éric, Les altérations de la chèvre phénomène, Inter (120), pp.40-42.,Les éditions intervention, Québec
2015 La Chance, Michaël, Spontanéité vibratoire dans les dispersifs sonores et gestuels, Inter, art actuel, 1(120): 85-87., Les éditions intervention, Québec
2014 Brunette, Edith, Insoluble capitalisme : menues violences et autres obscénités, Inter, 2014(117), pp.30-31
2014 Agencia de Noticias , Arte entre el paisaje sonoro, la ciudad y los sueños, Unidad de Medios de Comunicación, Universitad Nacional de Colombia, Bogota
2014 Boucher, Marie-Pierre, Urban Procedures: Small Pragmatics of Collective Space, NMC Media-N, PRINTEMPS 2014: V.10 N.01, USA
2009 Prémont, Charles, La genèse du réel, Le lien multimédia, Montréal, Canada
2008 Côté, Sylvie, Quand l’art pense les mots, Voir Québec, Canada
2006 Gagnon, Dominic, Au Travail/At Work, in. Parachute No. 122, "Work", Montréal Canada.
2006 Caron, Jean-François, Son : seul souvenir in. Voir (Ed. Saguenay), juin 2006
2004 Bouchard, Gilbert, A., An artistic challenge, Edmonton journal, mai 2004, Canada.
2003 Durand, Guy Sioui, 2003 : Tranches radicales d'art au Québec, Éditions Interventions, Québec, Canada.
2002 Grégoire, Paul, Exit, Esse 44, Montréal.
1997 Kuiper, Willem, Nederlands as kunstproject (Les Pays-Bas comme projet artistique), Twente Courant, The Netherlands.
1996 Pelletier, Sonia, Bioskop codexcinétique : un champ cinétique exotique in. Inter#64, Éditions Interventions, Québec, Canada.
1996 Hong-O-Bong, International Performance Art in. Art World, Korea.
1993 Pelletier, Sonia, Ondes fluides et points de forces, Inter #55, Éditions Interventions, Québec, Canada.
1993 Pelletier, Sonia, Une fête de zonard à Québec in. Inter #56, Éditions Interventions, Québec, Canada.
1993 Chassagne, Boris, Quand l'art-radio bousille la colle in. Musicworks # 53, 1993.
1992 Cron, Marie-Michèle, Cris et chuchotements in. Le Devoir, 7 novembre 1992.
1993 Durand, Guy Sioui, Les denses interzones de Québec, Éditions Interventions, Québec, Canada, 1993.
1991 Pelletier, Sonia, Considérations à partir d'un festival d'art radiophonique pétant : Radio-Contorsions, Inter #51, Éditions Interventions, Québec, Canada.

### Discographies
2013 mineminemine Expérimentallica présente la musique de Schbinov Alpha Brutchkelkievleikowsnick de Jazbereny, Mini-CD, Distroroboto, Montréal
2008 Les vœux du Président, dans «Gingles et génériques» (avec Les frères senseurs), CD, PPT/Stembogen, Paris
2006 Montréal, capitale mondiale de la slush Vol I, II et III, Slush Kapital, projet internet Post Audio NetLab, Agence Topo, Montréal, Canada
1996 Rappel/L'art téléphonique (compilation), CD, Ohm/Avtar no 006, Québec, Canada, 1996
1996 algojo)(algojo : Stratifications dans des entonnoirs, Radius 4 (compilation), What next?Recordings, CD, USA 1996
1996 1,000,033e anniversaire de l'art sur CD, par Inter/Le Lieu, Québec, Canada, 1996
1995 Ding dong Deluxe (compilation), CD, Ohm/Avtar, Québec, Canada, 1995
1995 Compost, CD, Ohm/Avatar, Québec, Canada
1995 «Oui, il parle de manière très rationnelle, mais ça n'a rien à voir avec la vraie vie», Cassette, Art Metropole, Toronto, Canada
1994 Portable Hell, dans Festival de la chanson d'amour (compilation), Cassette, Œil de poisson, Québec, Canada, 1994
1992 Bali à Montréal (interprète d'œuvres de I Wayan Suweca et œuvres pour gamelan), Étiquette Ummus (Université de Montréal), CD

### Radio et télévision
2005 Bande à part, Déjà ailleurs, "André Éric Létourneau", Radio de Radio-Canada, Espace musique, première diffusée le 6 mars 2005, réalisation d'Hélène Prévost
2004 Standard II, Radioneta, Valparaiso, Chile
2003 Nouveaux territoires de la musique électronique, documentaire, Radio-Canada
2003 Outfront, series Ultrasonique (#9), Réalisateur : Steve Wadhams, CBC Radio One, Canada
2003 Le choix de Sophie, "Standard II", Télé-Québec, 2003
2001 Open Arts Festival, TV, China, 2001

### Autres projets de filmographies et télévisions: contributions comme acteur
2018 Les sept dernières paroles : "J'ai soif". Réalisation : Karl Lemieux (rôle)
2009 Data, long-métrage. Réalisation : Dominic Gagnon  (rôle)
2008 Victimes, documentaire, Canal D (rôle)
2008 Pouvoir caché, documentaire, Canal D (rôle)
2006 Oops, courts vidéos pour la télévision (rôle)
2001 Fun noir, émission du 12 septembre 2001, TQS (entrevue et intervention sonore)
1992 Ryofa Chung, L'écho des choses éphémères, court-métrage (travail de marionnettiste)